# Fronteira Áustria–Liechtenstein
A fronteira entre Áustria e Liechtenstein é a linha que separa os territórios de Áustria e Liechtenstein, na Europa Central. Foi formada inicialmente em 1434, época em que os condados de Vaduz e Schellenberg foram reunidos, formando o território atual do principiado de Liechtenstein. A fronteira tornou-se internacional em 1806 quando o principiado reconheceu a Suíça como estado soberano.